# Manuel Del Río De Narváez
Manuel del Río de Narváez (Cartagena de Indias, 1800-Santiago de Guayaquil, 1871) fue un abogado colombiano.

## Trayectoria política
Fue gobernador de la provincia de Cartagena. Representante a la Cámara en el Congreso Nacional de 1837, en el que fue recordado por haber sido su voto el único en contra de la aprobación del proyecto de Ley que declaraba la supresión de cuatro conventos en Pasto, medida que sirvió de escenario para la guerra civil de 1840 o de los supremos. Elegido Senador para el Congreso de 1841, fue detenido junto con los también electos José Pablo Rodríguez De la Torre, Joaquín Posada Gutiérrez y Juan A. Calvo por el gobierno revolucionario que había tomado el poder provincial de Cartagena. Logró con Rodríguez y Calvo fugarse de la ciudad y abordar una goleta que le permitió llegar con sus compañeros a Jamaica para seguir los planes de Posada Gutiérrez, quien había logrado convencer a sus captores que lo sacaran a esa isla en condición de exiliado. Pasó con ellos a Maracaibo y cuando alcanzaron la frontera, coincidieron con la derrota de los rebeldes, de los cuales solo quedaba vigente el coronel José María Vezga, gobernador de Mariquita, quien días después fue derrotado por fuerzas comandadas por el general Joaquín París. Secretario del Interior en 1862.

## Ascenso al poder
En su calidad de secretario del presidente Leonardo Canal, que gobernaba en San Juan de Pasto en virtud del artículo 4º de la Ley 30 de 1859, recibió la designación de encargado del poder ejecutivo mientras Canal asumía el comando de los reductos del ejército legítimo. Estuvo Del Río al frente de los destinos del país desde el 6 de noviembre de 1862 hasta el 16 de enero de 1863, día en el que ratificó el tratado de paz de Cali, que reconoció la victoria de las fuerzas federalistas y declaró el final del gobierno legítimo.

## Familia
Del Río estuvo casado con su pariente Petronila De Narváez Fernández de Castro.